# Cantó de Saint-Denis-6
El cantó de Saint-Denis-6 és un cantó de l'illa de la Reunió, regió d'ultramar francesa de l'oceà Índic. Correspon a una fracció de la comuna de Saint-Denis.

## Història
| Data d'elecció | Identitat    | Partit |
| -------------- | ------------ | ------ |
| 2001 -         | Serge Hoarau |        |